# Life Is Killing Me
Life is Killing Me är Type O Negatives sjätte studioalbum och utgavs den 17 juni 2003.
Låten "IYDKMIGTHTKY" är en akronym för "If You Don't Kill Me I'm Going To Have To Kill You".

## Låtförteckning
Alla låtar är komponerade av Peter Steele där ej annat anges.
| Nr  | Titel                               | Längd |
| --- | ----------------------------------- | ----- |
| 1.  | Thir13teen (Jack Marshall)          | 1:07  |
| 2.  | I Don't Wanna Be Me                 | 5:08  |
| 3.  | Less than Zero (<0)                 | 5:25  |
| 4.  | Todd's Ship Gods (Above All Things) | 4:10  |
| 5.  | I Like Goils                        | 2:35  |
| 6.  | ...A Dish Best Served Coldly        | 7:13  |
| 7.  | How Could She?                      | 7:35  |
| 8.  | Life is Killing Me                  | 6:35  |
| 9.  | Nettie                              | 4:46  |
| 10. | (We Were) Electrocute               | 6:38  |
| 11. | IYDKMIGTHTKY (Gimme That)           | 6:20  |
| 12. | Angry Inch (Stephen Trask)          | 3:39  |
| 13. | Anesthesia                          | 6:41  |
| 14. | Drunk in Paris                      | 1:27  |
| 15. | The Dream is Dead                   | 5:07  |

### Bonus-CD
| Nr | Titel                                                               | Längd |
| -- | ------------------------------------------------------------------- | ----- |
| 1. | Out of the Fire (Kane's Theme) (James A. Johnston)                  | 3:24  |
| 2. | Christian Woman (Butt-Kissing Sell-Out Version)                     | 4:27  |
| 3. | Suspended in Dusk                                                   | 8:39  |
| 4. | Blood & Fire (Out of the Ashes Mix)                                 | 4:36  |
| 5. | Black Sabbath (Ozzy Osbourne, Tony Iommi, Geezer Butler, Bill Ward) | 7:47  |
| 6. | Cinnamon Girl (Extended Depression Mix) (Neil Young)                | 3:53  |
| 7. | Haunted (Per Version)                                               | 11:47 |

## Musiker
- Peter Steele – sång, basgitarr
- Josh Silver – keyboard, bakgrundssång
- Kenny Hickey – gitarr, bakgrundssång
- Johnny Kelly – trummor